# Chasing Pavements
Singles de Adele
Hometown Glory
(2007) Cold Shoulder
(2008)
Pistes de 19
Best for Last Cold Shoulder
Chasing Pavements (litt: "Chasser les Trottoirs") est le second single de l'album 19 de la chanteuse de soul Adele. Adele interprète la chanson dans Friday Night with Jonathan Ross le 7 décembre 2007. Il est sorti numériquement en Irlande le 13 janvier 2008 et entre dans le classement irlandais des singles à la 26e place avec uniquement les ventes de téléchargements. Après avoir eu une sortie physique, le single prend 19 places et arrive à la septième place qui est sa meilleure place. Le 20 janvier, le single entre à la deuxième place dans le classement britannique des singles avec aussi uniquement les téléchargements. Chasing Pavements est le 27e single le plus vendu en 2008 au Royaume-Uni avec plus de 280 000 ventes.

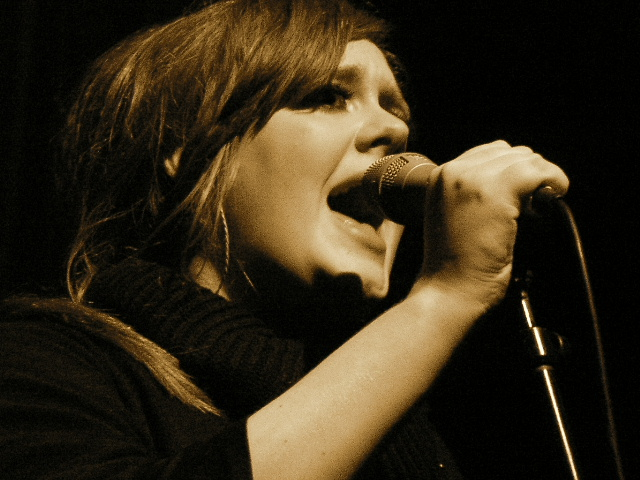
Adele gagne le Grammy Award de la meilleure performance pop féminine chantée avec la chanson en 2009.

Le 3 décembre 2008, Chasing Pavements est nommé pour la 51e cérémonie des Grammy Awards dans plusieurs catégories dont ceux de l'enregistrement de l'année et de la chanson de l'année. La chanson remporte finalement le Grammy Award de la meilleure performance pop féminine chantée. Elle est également présente dans trois épisodes de Hollyoaks, dans le film Wild Child, avec Emma Roberts et dans des séries télévisées comme 90210 Beverly Hills : Nouvelle Génération. Adele chante Chasing Pavements avec Cold Shoulder dans Saturday Night Live le 18 octobre 2008. La face B du single, That's It. I Quit. I'm Movin' On. est une reprise acoustique d'une chanson de Sam Cooke. Il est le premier titre d'Adele dans le top 40 du Billboard Hot 100 américain.

## Genèse et sens des paroles
La chanson est inspirée par un incident qu'Adele a eu avec un ancien petit ami. À 6 h, un matin, après avoir appris qu'il l'avait trompée, elle est allée au bar où il était et lui a donné un coup de poing dans le visage. Après avoir été chassée, Adele court seule dans la rue et elle pense « Qu'est-ce que tu poursuis ? Tu poursuis un trottoir vide. »,,.  Elle chante cela et l'enregistre sur son téléphone portable et arrange trois accords quand elle arrive chez elle.

## Clip vidéo
Le clip vidéo de la chanson qui a gagné une nomination pour le prix de la meilleure chorégraphie aux MTV Video Music Awards 2008 est centré autour d'un accident de voiture qui s'est passé à Hyde Park. Il est réalisé par Mathew Cullen de l'entreprise de production Motion Theory.
Il présente deux visions: une vue est le monde réel où les occupants de la voiture sont immobiles sur le trottoir après l'accident, et l'autre (pendant les refrains) dans lequel la caméra les montre d'en haut. Dans la seconde vue, le couple « revient à la vie » et avance comme s'ils étaient debout. Le couple semble rejouer leur relation de la première rencontre et de la joie initiale jusqu'au désespoir causé par la femme puisqu'elle a un autre amant puis le pardon avec la passion qui se rallume avant l'accident. Durant la vidéo, Adele est vu à l'intérieur de la voiture et elle chante. Puis, elle sort de la voiture et passe devant un groupe de personnes qui se dirigent vers le couple mort et elle tient debout à côté d'un arbre où elle continue à chanter tandis qu'un groupe de personnes se joint au couple mort pour danser. Le clip vidéo se termine par le couple qui est montré sur des brancards et part loin dans différentes directions par des équipes d'ambulanciers. Adele n'est pas une des victimes de l'accident de voiture; au contraire, elle est une spectatrice.
Le 20 décembre 2008, la vidéo se classe à la 26e position du Top 40 de VH1 de 2008.

## Controverse
Selon le Daily Mail, le single a été interdit sur plusieurs radios américaines en raison de la perception des mots « chasing pavements » qui peut se traduire en français par être poursuivi sur le trottoir, qui se réfèrent à la chanteuse qui poursuit un homme gay. La source de cette perception est venu d'une entrée soumise au Urban Dictionary.

## 51ecérémoniedes Grammy Awards
Chasing Pavements est nommé pour trois Grammy Awards lors de la 51e cérémonie des Grammy Awards en 2009. La chanson est sélectionnée dans les catégories Enregistrement de l'année, Chanson de l'année et Meilleure performance pop féminine chantée. Elle gagne cette dernière catégorie en battant des chanteuses établies comme Pink et Leona Lewis mais perd contre Viva la Vida de Coldplay dans la catégorie Chanson de l'année et contre la collaboration de Robert Plant et Alison Krauss, Please Read the Letter dans la catégorie Enregistrement de l'année. Elle chante Chasing Pavements avec Sugarland.

## Liste des pistes
Royaume-Uni - CD & Vinyle 7 pouces
1. Chasing Pavements (Adele, Eg White)  : 3:31
2. That's It, I Quit, I'm Movin' On (Live) (Sam Cooke) : 2:12

## Historique des sorties
| Pays             | Date            |
| ---------------- | --------------- |
| Union européenne | 11 janvier 2008 |
| Royaume-Uni      | 14 janvier 2008 |

## Classements

### Classement par pays
| Classement (2008)                                    | Meilleure position |
| ---------------------------------------------------- | ------------------ |
| Allemagne (Media Control AG)                         | 46                 |
| Autriche (Ö3 Austria Top 40)                         | 56                 |
| Belgique (Flandre Ultratop 50 Singles)               | 10                 |
| Belgique (Wallonie Ultratop 50 Singles)              | 21                 |
| Canada (Hot 100)                                     | 21                 |
| Danemark (Tracklisten)                               | 8                  |
| Europe (Hot 100)                                     | 8                  |
| Irlande                                              | 7                  |
| Italie                                               | 7                  |
| Pays-Bas                                             | 3                  |
| Norvège (VG-lista)                                   | 1                  |
| Suède (Sverigetopplistan)                            | 37                 |
| Royaume-Uni                                          | 2                  |
| États-Unis (Hot 100)                                 | 21                 |
| États-Unis (Billboard Hot Adult Contemporary Tracks) | 23                 |
| États-Unis (Adult Pop Songs)                         | 17                 |
| États-Unis (Billboard Pop 100)                       | 28                 |

### Classement de fin d'année
| Classement (2008) | Position |
| ----------------- | -------- |
| Pays-Bas          | 36       |
| Royaume-Uni       | 27       |

### Certifications
| Pays        | Certification |
| ----------- | ------------- |
| Canada      | 2 × Platine   |
| Royaume-Uni | 2 × Platine   |
| États-Unis  | Platine       |